# Шваллер де Любич, Рене

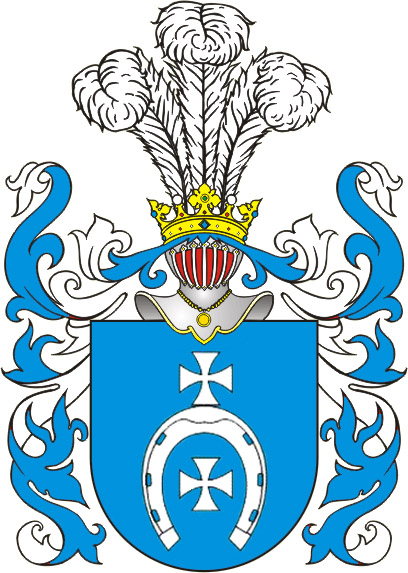
Любич (герб)

Рене Адольф Шваллер, с 1919 года Шваллер де Любич (фр. René Adolphe Schwaller de Lubicz; 30 декабря 1887, Страсбург — 7 декабря 1961, Грасс), — французский мистик, алхимик, художник, автор трудов по египтологии и символизму.

## Биография
Рене Адольф Шваллер родился в Эльзасе, в семье швейцарского фармацевта Джосефа Адольфа Шваллера и француженки Мари Бернар. Обучался химии под руководством отца. В возрасте восемнадцати лет переехал в Париж, где продолжил изучение математики, химии и физики в знаменитой Политехнической школе. Занимался живописью в мастерской Анри Матисса. В 1919 году Шваллер был посвящён в рыцари и принял титул «де Любич» от литовского поэта и дипломата Оскара Милоша.
В Париже Шваллер де Любич активно занялся алхимией и вошёл в близкий круг Фулканелли, известного французского популяризатора алхимии. Некоторые исследователи предполагают, что одним из авторов, скрывающихся под псевдонимом Фулканелли, мог быть Шваллер де Любич.

## «Сухалия»
В начале 1920-х годов Шваллер де Любич вместе с женой Ишой (1885—1963) и соратниками из теософского кружка создали в швейцарском Санкт-Мориц так называемую научную станцию «Сухалия» (Station Scientifique de Suhalia). Она в себя включала алхимическую и спагирическую лаборатории, кузницу, ткацкие мастерские, типографию, обсерваторию, и стала центром притяжения для художников, философов, мистиков и алхимиков. В «Сухалии» было организовано производство алхимических эликсиров и тинктур по спагирическим рецептам Парацельса. Санкт-Мориц служил «философским убежищем» для Шваллера де Любич на протяжении всех 20-х годов, здесь были написаны и изданы многочисленные труды, посвященные пифагореизму, теософии, алхимии, эволюции сознания.

## Египет
В 1936 году Шваллер де Любич переехал в Египет и поселился в Луксоре, где провёл следующие пятнадцать лет, изучая и описывая Луксорский и другие храмы Египта. Результатом этой работы стала монументальная трёхтомная монография «Храм Человека».
Шваллер де Любич первым выдвинул теорию о водной природе эрозии нижней части Сфинкса в Гизе, поставив под сомнение общепринятую датировку создания Сфинкса в III тысячелетии до н. э. Несмотря на негативную оценку этой идеи многими египтологами, у Шваллера де Любича появилось много сторонников и последователей. Одним из них стал Джон Энтони Уэст, снявший совместно с геологом Робертом Шохом документальный фильм NBC "Тайна Сфинкса", основанный на гипотезах Шваллера де Любича.

## Работы
- Études sur les Nombres (Aor publications, 1917). English translation titled A Study of Numbers: A Guide To The constant creation of The Universe (Rochester, Vermont: Inner Traditions International, 1986). ISBN 0-89281-112-9
- L’appel du feu (Saint-Moritz: «Montalia», 1926). Facsimile reprint, Deuil-la-Barre: MCOR-la Table d'émeraude, 2002. ISBN 2-914946-00-7
- Adam l’homme rouge: ou les elements d’une gnose pour le mariage parfait (Montalia’s Editions,St.-Moritz, 1926). Reprint Slatkine Editions,Geneva, 2014,with an introduction from Emmanuel Dufour-Kowalski as a contribution to schwallerian’s studies, ISBN 978-2-05-102608-6
- Le Temple dans l’homme (Le Caire, Impr. de Schindler, 1949). English translation titled The Temple In Man: The Secrets of Ancient Egypt (Brookline: Autumn Press, 1977). ISBN 0-394-42079-9. Published in 1981 by Inner Traditions titled The Temple In Man: Sacred Architecture and The Perfect Man. ISBN 0-89281-021-1.
- Du symbol et de la symbolique (published privately in 1951. Paris: Dervy, 1978). English translation titled Symbol And The Symbolic: Egypt, Science, and The Evolution of Consciousness (Brookline, Massachusetts: Autumn Press, 1978). ISBN 0-394-73513-7
- Le Temple de l’homme, Apet du Sud à Louqsor (Paris: Caractères, 1957). English translation titled The Temple of Man: Apet of The South at Luxor (Rochester, Vermont: Inner Traditions, 1998). ISBN 0-89281-570-1
- Propos Sur Ésotérisme et Symbole (Paris: La Colombe, 1960).
- Le Roi de la Théocratie Pharaonique (Paris: Flammarion, 1961, originally published privately in 1958). English translation titled Sacred Science: The King of Pharaonic Theocracy (New York: Inner Traditions International, 1982). ISBN 0-89281-007-6
- Le Miracle Égyptien, présenté par Isha Schwaller de Lubicz (Paris: Flammarion, 1963). English translation titled The Egyptian Miracle: An Introduction To The Wisdom of The Temple (New York: Inner Traditions International, 1985). ISBN 0-89281-008-4
- Les Temples de Karnak: contribution à l’étude de la Pensée Pharaonique (Paris: Dervy-Livres, 1982). ISBN 2-85076-153-2. English translation titled The Temples of Karnak (London: Thames & Hudson, 1999). ISBN 0-500-01923-1
- Nature Word (The Lindisfarne Press, 1982). ISBN 0-940262-00-2. Originally published titled Verbe Nature contained in Isha Schwaller de Lubicz, «Aor»: R. A. Schwaller de Lubicz. Sa vie. Son œuvre. (La Colombe, Éditions du Vieux Colombier, Paris, 1963).